# Ecologia profunda
A ecologia profunda denomina uma corrente do ambientalismo e da filosofia ambiental elaborada inicialmente pelo filósofo norueguês Arne Næss, que cunhou o termo em 1972. A ecologia profunda é caracterizada pela oposição ao antropocentrismo e à denominada ecologia rasa, e se dedica mais à elaboração ontológicas e epistemológicas que pretendem transcender a atual centralidade dos valores humanos na atitude para com a natureza. Os adeptos dessa linha argumentam que a filosofia ambiental deve reconhecer os valores objetivamente inerentes da natureza de forma independente das necessidades, desejos e anseios humanas. A ecologia profunda foi popularizada tanto pela ação de ativistas ambientais inspirados por essa filosofia, quanto de intelectuais que estabeleceram associações com diversas outras áreas dentro da filosofia e fora. Dado essas proliferação, torna-se difícil perceber o que é comum às diversas manifestações da ecologia profunda, tanto dentro das elaborações intelectuais quanto na relação entre esta e as práticas ativistas inspiradas.
Filosoficamente, a ecologia profunda é uma abordagem fenomenológica das filosofias ambiental, que busca fundamentar os valores do holismo - segundo o qual a biosfera não é constituida de unidades separadas, mas de indivíduos interligados com formam um todo integral - e do igualitarismo biocentrico - que defende que todas as formas vivas tem em princípio um valor igual. Possuem, nas palavras de Naess, "‘‘o direito igual de viver e aflorar é intuitivamente clara e um axioma de valor óbvio". É através da experiência direta da natureza não-humana o ser humano reconheceria o valor intrinseco de toda a vida e sua interconeção com a totalidade do mundo vivo. A ecologia profunda se baseia na noção de 'auto-realização' para denominar essa compreensão ética intuitíva que transcende concepções de limites ontológicos e promove a incorporação do mundo vivo dentro do Eu. Esse método de auto-realização "(...)é identificação: ao reconhecer o valor intrínseco de outros seres vivos, se reconhece a solidariedade com todas as formas de vida".

## História
Arne Næss publicou seu primeiro texto de definição da ecologia profunda em 1973, em inglês, com o título "The Shallow and the Deep, Long-Range Ecology Movement: A Summary" (O Raso e o Profundo, Movimento Ecológico de Longo Alcance: Um Sumário). Nele, Naess critica a civilização europeia e norte-americana por sua arrogância, e instrumentalização da natureza não-humana com base em valores e desejos humanos. Ele busca contrastar uma visão de mundo profundamente, ou radicalmente, ecológica, com o paradigma dominante do ambientalismo, que ele denomina ser 'raso' e reformista. Essa visão de mundo ecologicamente rasa seria marcada pela justificação do cuidado e da responsabilidade pelo meio ambiente com base em valores humanos de bem estar e valor de uso.

## Princípios
O princípio central da ecologia profunda é a crença de que o ambiente como um todo deve ser respeitado e considerado como tendo certos direitos legais inalienáveis de viver e florescer, independentemente de seus benefícios instrumentais utilitários para o uso humano. A ecologia profunda é frequentemente enquadrada em termos da ideia de uma sociabilidade muito mais ampla; reconhece diversas comunidades de vida na Terra que são compostas não apenas por fatores bióticos, mas também, quando aplicável, por relações éticas, ou seja, pela valorização de outros seres como mais do que apenas recursos. Ela se descreve como "profundo" porque se considera mais profundo a realidade atual da relação da humanidade com o mundo natural, chegando a conclusões filosoficamente mais profundas do que a visão predominante da ecologia como um ramo da biologia.
O movimento não adere ao que denomina 'ambientalismo antropocêntrico' (que se preocupa com a conservação do meio ambiente com base em valores de uso para fins humanos), uma vez que a ecologia profunda é busca um conjunto bastante diferente de suposições filosóficas. A ecologia profunda reivindica uma visão holística do mundo em que os seres humanos vivem e procura aplicar à vida o entendimento de que as partes separadas do ecossistema (incluindo os seres humanos) funcionam como um todo. Essa filosofia fornece uma base para algumas correntes dos movimentos ambientalistas e promove um sistema distinto de ética ambiental que defende a preservação dos ambientes silvestres, o controle da população humana e a vida simples.

## Críticas
Os princípios do igualistarismo biocentrico e do holismo metafísico, na forma elaborada pela ecologia profunda, provocou uma profusão de críticas. Muitas focaram no conteúdo normativo dessa corrente, apesar da insistência de Naess em dizer que a ecologia profunda é unicamente descritiva, e trata apenas da experiência direta dos sujeitos com as qualidades da natureza, ou 'conteúdos concretos'. Ainda assim, muitos criticos rejeitam essa diferenciação como falsa, e discutem os usos da ecologia profunda desde o ponto de vista da ética. É frequentemente apontado que o igualitarismo biocentrico é inefetivo para o julgamento racional de interesses conflitantes, sua pressuposição de igualdade torna impossível a deliberação de problemas morais conflitivos. Mesmo alguns adeptos da corrente reconheceram o caráter falho desse igualitarismo, Warwick Fox, por exemplo, se distancia desse aspecto do que ele denomina 'ecologia profunda ortodoxa', e revisa os preceitos do igualitarismo para propor alternativamente que todos os seres vivos possuem valor intrínseco, mas não o mesmo valor, que difere em razão da riqueza da experiência, adotando, portanto, um critério sencientista.
Outras críticas afirmam existir uma contradição entre o igualitarismo biocentrico e o holismo defendido pela ecologia profunda, dado que os processos de manutenção da integridade e estabilidade do ecosistema implicam a redução ou destruição de espécies com populações excessivas e mal adequadas ao meio. Em razão disso, esses críticos afirmam a existência de uma desigualdade no valor de certos indivíduos e espécies para o todo ecológico, o que resulta numa contradição entre os dois princípios base da ecologia profunda.

### Críticas pela Ecologia Social
A notória distinção feita por Arne Naess sobre a ecologia rasa em contraposição à profunda não é muito diferente da crítica que Murray Bookchin faz ao 'ambientalismo' enquanto um termo para a seção reformista do movimento ecológico, interessada mais na manutenção da estabilidade 'natural' em vista da permanência da atual economia capitalista de exploração de recursos. A ecologia profunda, conhecida por aglutinar uma coleção de 'influências' que vão de 'espiritualidades orientais', ao 'animismo primitivo' e figuras como Gandhi, também costumava incluir, inicialmente, Kropotkin e Bookchin. Não obstante, ao longo da década de 1980, Bookchin se tornou mais explicitamente crítico com o movimento ambientalista e feminista marjoritário, publicando críticas da 'ecologia mística' que ele encarava com desapreço, considerando-a como um mero conjunto de pedaços para um culto atavistico New age. Bookchin começou a fazer comentários cada vez mais explícitos sobre as afirmações misantrópicas e racistas de adeptos da ecologia profunda.
Em um congresso do movimento verde estadunidense, organizado em Amherst, Massachusetts, em junho de 1987, Bookchin aproveitou sua fala para lançar um ataque à ecologia profunda, que foi mais tarde publicado em texto sob o título de Ecologia Social versus Ecologia Profunda: Um Desafio para o Movimento Ecológico. Em sua fala Bookchin distingue três tendências no movimento - os 'eco-tecnocratas' (dos quais ele é crítico); a ecologia social (sua própria abordagem); e a ecologia profunda, que ele criticou duramente por seu ecletismo desorientador, pelo biocentrismo que levava à misantropia, pelo absorção de um espiritualismo, e pelo seu 'neo-malthusianismo' implícito cheio de possibilidades perversas.
Bookchin era especialmente incomodado com a tendência da ecologia profunda de advogar um novo tipo de 'pecado original' em que uma 'humanidade' indiferenciada é vista como uma força destrutiva que ameaça a própria sobrevivência da vida na terra. Isso tem como efeito, ele argumenta, divorciar a crise ecológica e os problemas ecológicos da vida social - especificamente as corporações capitalistas, o Estado burocrático, ou qualquer outra forma de dominação social - e atribuir esses problemas à uma 'humanidade' coletiva que polui o meio ambiente, popula em excesso a terra, devora os recursos naturais, e destrói as áreas silvestres. Enquanto uma espécia biológica motivada por ganância e vontade de destruir (um 'Homo devastans'), o homem tem a responsabilidade maior pela crise ecológica. Dessa maneira, Bookchin argumentou, os ecologistas profundos tendem à obscurecer completamente as raízes sociais dos problemas ecológicos.

## Adeptos
- Arne Næss
- Gary Snyder
- Bill Devall
- Dave Foreman
- George Sessions
- David Rothenberg
- John Seed
- Warwick Fox
- Edward Abbey
- Christopher Manes